# J-Hope
Чон Хосок (кор. 정호석?, 鄭號錫?; род. 18 февраля 1994, Кванджу), более известный как Джей-Хоуп (стилизуется как j-hope) — южнокорейский певец, рэпер, автор песен, танцор и музыкальный продюсер. Является главным танцором бой-бэнда BTS. Согласно данным Корейской ассоциации звукозаписывающих компаний (KOMCA), на его имя было зарегистрировано 142 композиций.
1 марта 2018 года Джей-Хоуп официально дебютировал как сольный артист с микстейпом Hope World, который достиг 63-й строчки в американском альбомном чарте Billboard 200 (позднее поднявшись до 38 строчки), что сделало его единственным сольным корейским артистом, когда-либо попадавшим в данный чарт на такие высокие позиции. Он стал первым участником BTS, вошедшим в Billboard Hot 100 в качестве солиста в 2019 году, когда его сингл Chicken Noodle Soup с участием певицы Becky G достиг 81-го места. В 2022 году Джей-Хоуп выпустил свой дебютный студийный альбом Jack in the Box. В 2023 году выпустил свой сингл On the Street совместно с Джей Коулом.

## Ранняя жизнь и образование
Чон Хосок родился 18 февраля 1994 года в Кванджу, Республика Корея, где жил с родителями и старшей сестрой. До дебюта в BTS он был в составе танцевальной команды Neuron. Хосок был достаточно известен своими танцевальными способностями задолго до того, как стал профессиональным айдолом; он побеждал в местных конкурсах и выиграл в национальном конкурсе по танцам в 2008 году. Его навыки в танцах в дальнейшем подтолкнули к интересу в рэпе и пении, в результате чего он прошёл открытое прослушивание в агентство Big Hit Entertainment. В июне 2012 года, менее чем за год до официального дебюта, Хосок участвовал в записи сингла «Animal» лидера 2AM Джо Квона.
В марте 2019 года Хосок поступил в Кибер-университет Ханьянга на программу магистра делового администрирования в области рекламы и медиа. Ранее он окончил Глобальный кибер-университет по специальности «Телерадиовещание и развлечения».

## Карьера

### 2013−2017: Дебют в BTS и начинания в карьере

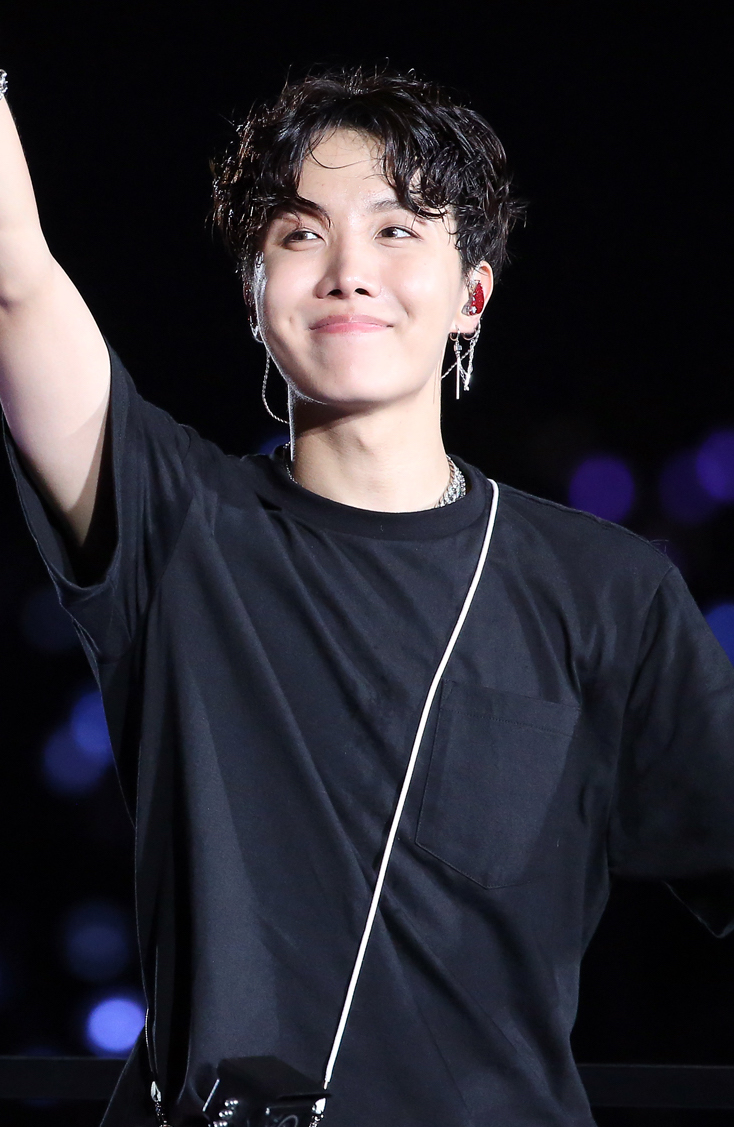
J-Hope выступает на Олимпийском стадионе в Сеуле в августе 2018 во время концертного тура Love Yourself.

13 июня 2013 года Хосок дебютировал как участник мужской группы BTS с синглом «No More Dream» с дебютного синглового альбома 2 Cool 4 Skool. Он стал третьим участником после RM и Сюги, который присоединился к группе будучи стажёром. С тех пор Хосок был задействован в написании песен с каждого альбома группы. Чон решил взять себе сценический псевдоним Джей-Хоуп, впоследствии фанаты назвали его своей надеждой и «надеждой BTS».
В октябре 2018 года вместе с остальными участниками группы получил Орден «За заслуги в культуре» пятого класса от Президента Республики Корея.

### 2018—настоящее время: Сольная деятельность
1 марта 2018 года Джей-Хоуп выпустил свой первый микстейп Hope World вместе с синглом «Daydream». Видеоклип на би-сайд сингл «Airplane» был представлен 6 марта. Hope World дебютировал на 63 строчке, а затем поднялся до 38 места в престижном американском альбомном чарте Billboard 200, тем самым сделав Джей-Хоупа единственным сольным корейским артистом, когда-либо попадавшим в данный чарт на такие высокие позиции. Композиции «Daydream», «Hope World» и «Hangsang» дебютировали в Billboard World Digital Chart на 3, 16 и 24 местах соответственно. На следующей неделе позиции увеличились до первой, шестой и одиннадцатой; «Airplane», «Base Line» и «P.O.P (Piece of Peace) pt. 1» попали в чарт на 5, 8 и 12 строчки. «Daydream» достигла вершины, сделав Джей-Хоупа лишь одним из десяти корейских артистов, включая BTS, у которого есть такой результат. Успех сольного дебюта позволил Джей-Хоупу попасть в чарты Emerging Artists Chart и Billboard Artist 100, тем самым сделав его лишь вторым корейским сольным артистом после PSY, который дебютировал в подобных топах.

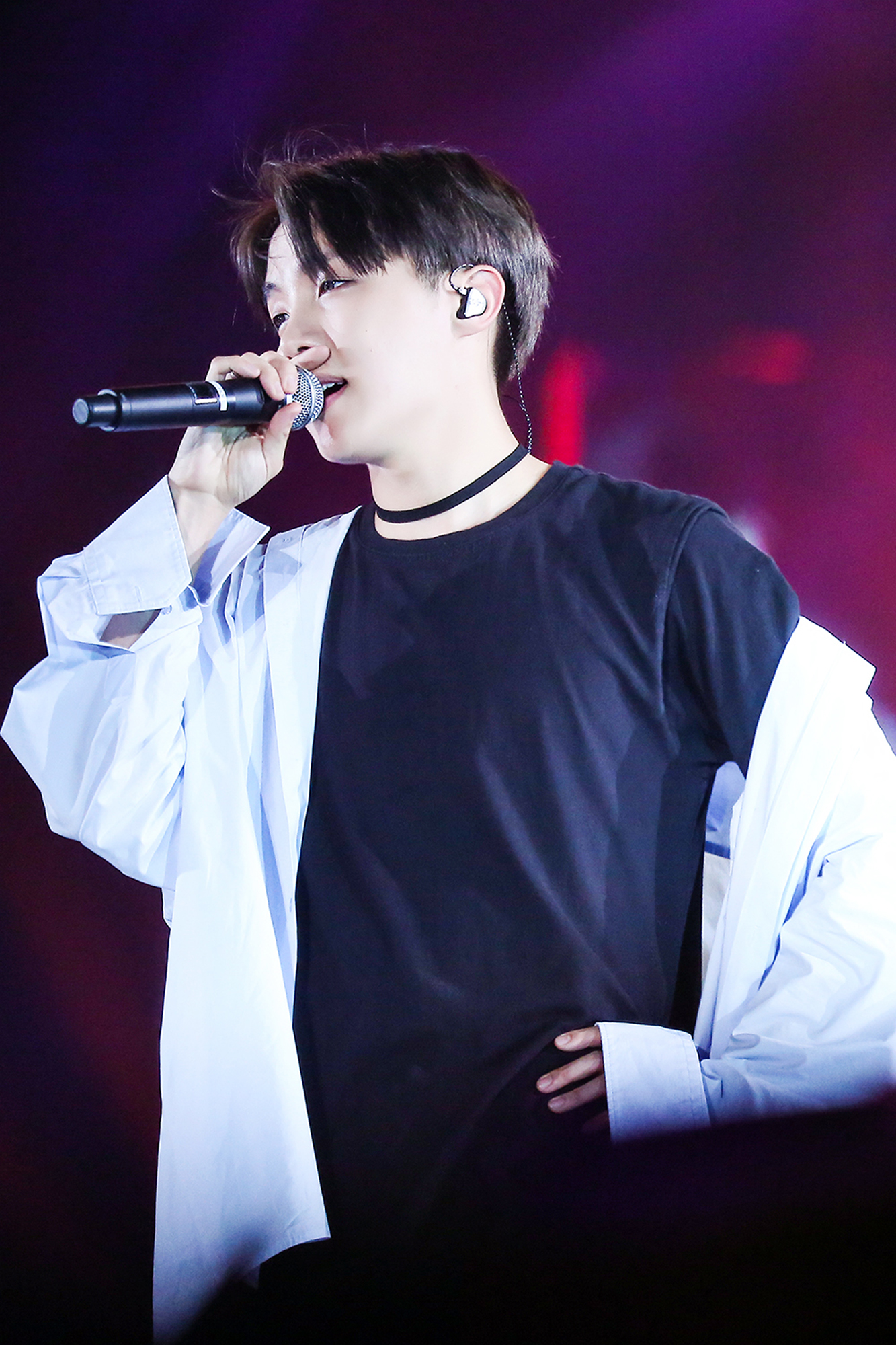
Джей-Хоуп — автор (или один из авторов) большинства песен в дискографии BTS. На его имя зарегистрировано более 75 композиций, включая сольные треки

27 сентября 2019 года Джей-Хоуп выпустил бесплатный совместный сингл «Chicken Noodle Soup» с участием американской певицы Бекки Джи. Трек достиг 81-го места в чарте Billboard Hot 100, что сделало Джей-Хоупа первым участником BTS, попавшим в хит-парад Hot 100 в качестве сольного исполнителя, третьим корейским сольным исполнителем, занявшим это место (после Psy и CL), и шестым корейским исполнителем в целом, добившимся этого.
14 июня 2022 года лейбл Hybe Corporation объявил, что Джей-Хоуп станет первым участником BTS, который начнет своё сольное продвижение. Его дебютному сольному альбому Jack in the Box, выпущенному 15 июля, предшествовал сингл «More». 31 июля Джей-Хоуп высутпил на фестивале Lollapalooza. Он стал первым южнокорейским артистом, который возглавил главную сцену крупного музыкального фестиваля в США. В сентябре Джей-Хоуп появился на сингле «Rush Hour» исполнителя Crush. Он был номинирован на шесть наград, в том числе «Артист года» и «Песня года», на церемонии MAMA Awards 2022.
Документальный фильм под названием J-Hope in the Box, повествующий о создании дебютного альбома Джей-Хоупа и его появлении на фестивале Lollapalooza, был выпущен для трансляции по всему миру на стриминговых сервисах Weverse и Disney+ в феврале 2023 года. 3 марта Джей-Хоуп выпустил совместный сингл On the Street с американским рэпером Джей Коулом. Он стал первым участником BTS, попавшим в топ-40 строчек в британском чарте UK Singles Chart после достижения 37-го места, установив новый рекорд как корейского сольного певца, занимающего самое высокое место в чартах за всю историю чарта на тот момент. Также заработал свой наивысший пик в US Hot 100 под 60-й строчки.
В марте 2024 года лейбл Big Hit Music выпустил документальный сериал из шести частей под названием Hope on the Street в сопровождении специального альбома Hope on the Street Vol. 1. Записанные до того, как Джей-Хоуп начал свою обязательную военную службу годом ранее, оба проекта исследовали его художественные корни и опыт уличных танцев. Первый эпизод вышел в эфир по всему миру 27 марта на Prime Video и на TVING в Республике Корея, а 29 марта последовал альбом с ведущим синглом «Neuron» с участием Гаекои Юн Мирэ.

## Псевдоним
Сценический псевдоним артиста «J-Hope (제이홉)» появился в связи с «желанием дарить поклонникам вечную надежду на лучшее», а также с желанием «символизировать себя с надеждой BTS». Этот псевдоним также отсылает к мифу о Ящике Пандоры. Согласно ему, после открытия ящика и освобождения всего злого, единственной светлой частицей, которая осталась, является надежда.

## Дискография

### Микстейпы
| Название   | Информация об альбоме | Продажи      |
| ---------- | --- | ------------ |
| Hope World | - Дата выпуска: 1 марта 2018 года (Мир) 2 марта 2018 года (Корея) - Лейбл: Big Hit Entertainment - Формат: Цифровая загрузка, стриминг | США: +21,000 |

## Авторство в написании композиций

### 2013—2014
| Год  | Альбом                                    | Артист | Песня                        |
| ---- | ----------------------------------------- | ------ | ---------------------------- |
| 2013 | 2 Cool 4 Skool                            | BTS    | «We Are Bulletproof Pt. 2»   |
| 2013 | 2 Cool 4 Skool                            | BTS    | «No More Dream»              |
| 2013 | 2 Cool 4 Skool                            | BTS    | «I Like It»                  |
| 2013 | O!RUL8,2?                                 | BTS    |                              |
| 2013 | «We On»                                   | BTS    |                              |
| 2013 | «If I Ruled the World»                    | BTS    |                              |
| 2013 | «Coffee»                                  | BTS    |                              |
| 2013 | «BTS Cypher Pt. 1»                        | BTS    |                              |
| 2013 | «Attack on Bangtan»                       | BTS    |                              |
| 2013 | «Satoori Rap»                             | BTS    |                              |
| 2014 | Skool Luv Affair                          | BTS    |                              |
| 2014 | Skool Luv Affair                          | BTS    | «Intro: Skool Luv Affair»    |
| 2014 | Skool Luv Affair                          | BTS    | «Where Did You Come From?»   |
| 2014 | Skool Luv Affair                          | BTS    | «Just One Day»               |
| 2014 | Skool Luv Affair                          | BTS    | «Tomorrow»                   |
| 2014 | Skool Luv Affair                          | BTS    | «BTS Cypher Pt. 2: Triptych» |
| 2014 | Skool Luv Affair                          | BTS    | «Jump»                       |
| 2014 | Skool Luv Affair                          | BTS    | «Miss Right»                 |
| 2014 | Skool Luv Affair                          | BTS    | «I Like It (Slow Jam Remix)» |
| 2014 | Dark & Wild                               | BTS    |                              |
| 2014 | «Danger»                                  | BTS    |                              |
| 2014 | «War of Hormone»                          | BTS    |                              |
| 2014 | «Hip Hop Lover»                           | BTS    |                              |
| 2014 | «Let Me Know»                             | BTS    |                              |
| 2014 | «Rain»                                    | BTS    |                              |
| 2014 | «BTS Cypher Pt.3: Killer ft. Supreme Boi» | BTS    |                              |
| 2014 | «What Are You Doing?»                     | BTS    |                              |
| 2014 | «Would You Turn off Your Cellphone?»      | BTS    |                              |
| 2014 | «Blanket Kick»                            | BTS    |                              |
| 2014 | «24/7=Heaven»                             | BTS    |                              |
| 2014 | «Look Here»                               | BTS    |                              |
| 2014 | «2nd Grade»                               | BTS    |                              |
| 2014 | Wake Up                                   | BTS    |                              |
| 2014 | «The Stars»                               | BTS    |                              |
| 2014 | «I Like It Pt. 2»                         | BTS    |                              |
| 2014 | «Wake Up»                                 | BTS    |                              |

### 2015
| Год  | Альбом                                    | Артист    | Песня           |
| ---- | ----------------------------------------- | --------- | --------------- |
| 2015 | The Most Beautiful Moment in Life, Part 1 | BTS       |                 |
| 2015 | The Most Beautiful Moment in Life, Part 1 | BTS       | «I Need U»      |
| 2015 | The Most Beautiful Moment in Life, Part 1 | BTS       | «Hold Me Tight» |
| 2015 | The Most Beautiful Moment in Life, Part 1 | BTS       | «Dope»          |
| 2015 | The Most Beautiful Moment in Life, Part 1 | BTS       | «Boyz with Fun» |
| 2015 | The Most Beautiful Moment in Life, Part 1 | BTS       | «Converse High» |
| 2015 | The Most Beautiful Moment in Life, Part 1 | BTS       | «Moving On»     |
| 2015 | The Most Beautiful Moment in Life, Part 2 | BTS       |                 |
| 2015 | «Run»                                     | BTS       |                 |
| 2015 | «Butterfly»                               | BTS       |                 |
| 2015 | «Whalien 52»                              | BTS       |                 |
| 2015 | «My City»                                 | BTS       |                 |
| 2015 | «Dead Leaves»                             | BTS       |                 |
| 2015 | н/д                                       | Джей-Хоуп | «1 Verse»       |

### 2016
| Год  | Альбом                                           | Артист | Песня                        |
| ---- | ------------------------------------------------ | ------ | ---------------------------- |
| 2016 | The Most Beautiful Moment in Life: Young Forever | BTS    |                              |
| 2016 | The Most Beautiful Moment in Life: Young Forever | BTS    | «Butterfly (Prologue Remix)» |
| 2016 | The Most Beautiful Moment in Life: Young Forever | BTS    | «Run (Ballad Mix)»           |
| 2016 | The Most Beautiful Moment in Life: Young Forever | BTS    | «Run (Alternative Mix)»      |
| 2016 | The Most Beautiful Moment in Life: Young Forever | BTS    | «Epilogue: Young Forever»    |
| 2016 | The Most Beautiful Moment in Life: Young Forever | BTS    | «Fire»                       |
| 2016 | The Most Beautiful Moment in Life: Young Forever | BTS    | «Save Me»                    |
| 2016 | Youth                                            | BTS    |                              |
| 2016 | «Introduction: Youth»                            | BTS    |                              |
| 2016 | «Good Day»                                       | BTS    |                              |
| 2016 | «Wishing on A Star»                              | BTS    |                              |
| 2016 | «For You»                                        | BTS    |                              |
| 2016 | Wings                                            | BTS    |                              |
| 2016 | «Intro: Boy Meets Evil»                          | BTS    |                              |
| 2016 | «Blood Sweat & Tears»                            | BTS    |                              |
| 2016 | «MAMA»                                           | BTS    |                              |
| 2016 | «Awake»                                          | BTS    |                              |
| 2016 | «BTS Cypher Pt. 4»                               | BTS    |                              |
| 2016 | «Two! Three!»                                    | BTS    |                              |
| 2016 | «Interlude: Wings»                               | BTS    |                              |

### 2017
| Год  | Альбом                      | Артист | Песня                                         |
| ---- | --------------------------- | ------ | --------------------------------------------- |
| 2017 | Wings: You Never Walk Alone | BTS    |                                               |
| 2017 | Wings: You Never Walk Alone | BTS    | «Outro: Wings»                                |
| 2017 | Wings: You Never Walk Alone | BTS    | «A Supplementary Story: You Never Walk Alone» |
| 2017 | LOVE YOURSELF 承 'Her'      | BTS    |                                               |
| 2017 | «DNA»                       | BTS    |                                               |
| 2017 | «Best of Me»                | BTS    |                                               |
| 2017 | «Outro: Her»                | BTS    |                                               |
| 2017 | «Pied Piper»                | BTS    |                                               |
| 2017 | «Sea»                       | BTS    |                                               |

### 2018
| Год  | Альбом        | Артист    | Песня                                 |
| ---- | ------------- | --------- | ------------------------------------- |
| 2018 | Hope World    | Джей-Хоуп |                                       |
| 2018 | Hope World    | Джей-Хоуп | «Hope World»                          |
| 2018 | Hope World    | Джей-Хоуп | «P.O.P (Piece of Peace) pt. 1»        |
| 2018 | Hope World    | Джей-Хоуп | «Daydream»                            |
| 2018 | Hope World    | Джей-Хоуп | «Base Line»                           |
| 2018 | Hope World    | Джей-Хоуп | «HANGSANG»                            |
| 2018 | Hope World    | Джей-Хоуп | «Airplane»                            |
| 2018 | Hope World    | Джей-Хоуп | «Blue Side (Outro)»                   |
| 2018 | Face Yourself | BTS       |                                       |
| 2018 | Face Yourself | BTS       | «Intro: Ringwanderung»                |
| 2018 | Face Yourself | BTS       | «Best of Me (Japanese ver.)»          |
| 2018 | Face Yourself | BTS       | «Blood Sweat & Tears (Japanese ver.)» |
| 2018 | Face Yourself | BTS       | «Mic Drop (Japanese ver.)»            |